# 布鲁马迪纽
布鲁马迪纽是巴西米纳斯吉拉斯州的一个市镇。总面积640.15平方公里，总人口31965人，人口密度49.9人/平方公里。